# Symphonische Metamorphosen von Themen Carl Maria von Webers
Symphonische Metamorphosen von Themen Carl Maria von Webers (Originaltitel englisch Symphonic Metamorphosis of Themes by Carl Maria von Weber) ist der Titel eines Orchesterwerkes von Paul Hindemith aus dem Jahre 1943, das er im amerikanischen Exil schrieb. Das ursprünglich als Ballett konzipierte Stück hat vier Sätze und gehört zu den bekanntesten Werken Hindemiths. Ihm zu Grunde liegen musikalische Themen von Carl Maria von Weber. Im Repertoire der meisten internationalen Sinfonieorchester ist es enthalten und wird in verschiedenen Bearbeitungen und Arrangements aufgeführt – der vierte Satz, ein Marsch, oft auch für Blasorchester.

## Hintergrund und Geschichte
Ab 1934 wurden Werke von Hindemith nicht mehr im deutschen Rundfunk gespielt; im Jahre 1936 verboten die Nationalsozialisten, seine Musik öffentlich in Deutschland aufzuführen, 1937 kündigte er daraufhin seine Stellung als Professor an der Berliner Hochschule für Musik, und als 1938 die Ausstellung Entartete Musik stattfand und ausdrücklich auf die jüdische Abstammung seiner Ehefrau Gertrud Rottenberg hingewiesen wurde, beschlossen die Hindemiths zu emigrieren – zuerst in die Schweiz und ab dem Jahr 1940 (zunächst Paul Hindemith allein) in die USA. Im gleichen Jahr machte der russische Tänzer und Choreograf Léonide Massine ihm, der gerade in das amerikanische Exil gekommen war, den Vorschlag, ein Ballett nach Musikstücken von Carl Maria von Weber zu komponieren. Bereits Ende der 1930er Jahre hatten Massine und Hindemith ein Projekt miteinander realisiert, es war das Ballett Nobilissima Visione, das am 21. Juli 1938 von den Ballets Russes de Monte Carlo in London uraufgeführt wurde. Ein weiteres Ballett-Projekt aus jener Zeit sollte sich mit den niederländischen Sprichwörtern und Bildern von Pieter Brueghel dem Älteren beschäftigen, aber das scheiterte. Das Weber-Ballet nahm jedoch bald Gestalt an, denn noch im selben Jahr arrangierte Hindemith zwei Themen, Allegro und Andantino, die später zum ersten und dritten Satz der Symphonischen Metamorphose werden sollten, für Klavier. Doch die Zusammenarbeit verlief danach nicht zufriedenstellend. Massine wollte eigentlich nur eine Instrumentierung einiger Musikstücke von Weber, Hindemith hingegen war das zu wenig, er wollte die Webersche Musik frei paraphrasieren. Die Zusammenarbeit mit Massine endete danach wegen künstlerischer Differenzen (aus dem Brief an Gertrud vom 21. März 1940). Hindemith schrieb am 12. April 1940 an seine Frau Gertrud, die als Jüdin im Schweizer Exil ausharren musste, weil sie zunächst kein Ticket für eine Schiffsreise in die USA erhalten konnte, dass er Webers Musik nur „leicht gefärbt und ein bißchen schärfer gemacht“ habe. Die Fertigstellung der Instrumentierung zog sich allerdings bis August 1943 hin. Erst als Artur Rodziński, ein Bewunderer der Musik Hindemiths, ihm am 13. März 1943 einen Kompositionsauftrag in Aussicht stellte, setzte er die Arbeit fort und die Partitur war am 29. August 1943 für den Druck zunächst fertig, doch Hindemith nahm weiterhin noch Korrekturen und Verbesserungen vor. So fiel ihm immer noch kein Titel für das Werk ein, und den Arbeitstitel Weber-Suite mochte der Verleger nicht. Ende 1943 war alles fertig, und die Uraufführung fand dann am 20. Januar 1944 in New York mit den New York Philharmonic-Symphony Orchestra unter der Leitung von Artur Rodziński statt.

## Aufführungsgeschichte und Rezeption
Das Stück wurde für Hindemith ein großer Erfolg, und auch er selbst fand es gut gelungen. Das Konzert der Uraufführung bestand aus Georg Friedrich Händels Concertino D-Dur, bearbeitet für Orchester und Orgel, gefolgt von Johannes Brahms’ Violinkonzert. Danach stand Hindemiths Metamorphosen auf dem Programm, das schließlich mit Auszügen aus Richard Wagners Oper Die Meistersinger von Nürnberg beendet wurde. Die Reaktionen der Presse nach der New Yorker Uraufführung waren vorwiegend positiv. So schrieb Olin Downes in der New York Times am 21. Januar 1944:

“…it was one of the most entertaining scores […] a real jeu d’esprit by a great master of his medium in a singularly happy mood […]. But we must also confess to finding the music diverting and delightful.” Der Komponist Virgil Thomson schrieb damals als  Musikkritiker für die New York Herald Tribune: "The novelty was a piece by Hindemith […]. This turned out to be a jolly and roistering number, except for its scherzo in chinese vein, which included, of all things, a fugato and was a pretty laborious joke. […] The audience applauded boisteriously […].”

Nach der erfolgreichen Uraufführung bekundeten auch andere amerikanische Orchester Interesse an den Metamorphosen, und am 15. November 1944 lagen bereits Anfragen von sechs bekannten Orchestern vor. Nach Deutschland kam die Symphonischen Metamorphosen von Themen Carl Maria von Webers 1947. Am 28. Mai 1947 fand die erste Aufführung im Rahmen des 102. Niederrheinischen Musikfests unter der Leitung von Heinrich Hollreiser in Düsseldorf statt. Noch im selben Jahr gab es fast 30 Aufführungen nicht nur in der West-, sondern auch in der sowjetischen Besatzungszone; Orchestern in Dresden und Leipzig wurde die Partitur vom Mainzer Schott-Verlag ebenfalls zugeschickt. Auch mehrere Rundfunkanstalten, darunter der RIAS Berlin, nahmen das Werk auf. Über die Aufführung am 30. August in Dresden mit der Sächsischen Staatskapelle unter der Leitung von Joseph Keilberth schrieb ein Autor mit dem Kürzel G.C. im Sächsischen Tageblatt:

„Der neueste Hindemith […] läßt eine innere Beziehung zur Welt der deutschen Romantik vermuten […]. Zwar, wir wissen es ja: Hindemith ist längst nicht mehr der verhaßte Bürgerschreck, der wilde Extremist von einst. […] So sind denn diese Metamorphosen für den unbefangenen Hörer echter, unverfälschter Hindemith […]. Eine Musik von seltsam bohrender Intensität […].“

Hindemith dirigierte bis 1958 sein Werk 27 Mal selbst. Einige Konzerte wurden im Radio mitgeschnitten, aber auch Schallplatten bei der Deutschen Grammophon wurden Mitte der 1950er Jahre mit den Berliner Philharmonikern produziert. Doch gab es zumindest auch eine kritische Stimme aus Deutschland, die das Werk als nicht sehr bedeutend verriss. So schrieb 1970 der Musikwissenschaftler Helmut Rösner in einer Schrift für die Musikbibliothek Frankfurt am Main, dass „amerikanische Einflüsse“ vorhanden seien und „handwerkliche Meisterschaft zweifellos zum Ausdruck“ käme, doch es sei ein „lärmendes Stück, ein effektvoller Orchesterreißer, nicht viel mehr, Talmi-Geglitzer statt wirklicher Leuchtkraft“. Bereits 1934 bezeichnete der Nazi-Propagandaminister Joseph Goebbels Hindemith öffentlich als „atonalen Geräuschemacher“. Der sowjetische Musikwissenschaftler Vitalij Sergeevič Fomin schreibt über das Werk: „...ist wohl die populärste Komposition Hindemiths. [...] Metamorphosis ist nicht einfach nur eine geistreiche Transformation der [unbekannten] Weberschen Themen. Entstanden [...] auf dem Höhepunkt des Zweiten Weltkriegs, besingt das Werk, nach Meinung vieler Kritiker, das gewesene Deutschland und bringt eine lichte Hoffnung für seine Zukunft zum Ausdruck.“

## Musikalische Vorlagen
Hindemith selbst machte, außer für den zweiten Satz Turandot, keine Angaben zu den verwendeten Vorlagen, die von ihm angekündigte Einführung in das Werk erschien nicht. Erst nach den Aufführungen des Stückes wurden die Weberschen Themen, bis dahin eher vergessen, nach einer Rundfunkübertragung identifiziert und so bekannt gemacht.
Das Allegro, Thema für den ersten Satz der Metamorphosen, entnahm Hindemith aus Webers acht eher unbekannten Klavierstücken zu vier Händen, op. 60, hier die Nr. 4, aus dem Jahr 1819. Der zweite Satz der Metamorphosen stammt in leicht veränderter Melodieführung aus der Ouvertüre der Bühnenmusik op. 37 zu dem Schauspiel Turandot, Prinzessin von China nach einem Theaterstück von Friedrich Schiller aus dem Jahr 1811, das sich wiederum auf das Märchen Turandot von Carlo Gozzi bezieht und in der klassischen Musik und Literatur als Thema immer wieder neu verarbeitet wurde. Im dritten Satz der Metamorphosen, dem Andantino, verarbeitete Hindemith ein Thema aus Webers 6 Pièces faciles, op. 10, hier Nr. 2, aus dem Jahr 1809 (ursprünglich als op. 3 bezeichnet). Dem vierten und letzten Satz diente Webers Marsch aus Huit Pièces Op. 60 (etwa 1802–03), dort die Nummer sieben, einen Marsch (bei Weber Marcia. Maestoso), als Vorlage. Hindemith veränderte an Webers Themen wenig, er lieferte aber eine virtuose Instrumentierung für große amerikanische Orchester mit ausgeprägter Berücksichtigung der Blas- und Schlaginstrumente, sowie rhythmische Verlagerungen, die den Themen einen modernen, nahezu amerikanischen Charakter mit ungewohnten Klangfarben mit fast jazzmäßigen Elementen verleihen. Damit bekamen die Stücke einen ganz anderen Charakter als die Originale. Carl Maria von Weber schrieb sie als kleine, nicht allzu schwere Vortragsstücke für die vierhändige Hausmusik seiner Zeit; sie wurden vergessen, Hindemith hingegen machte sich weitergehende Gedanken und schuf daraus ein Werk mit völlig anderem „modernen“ Ausdruck. In der Studienpartitur aus der Edition Eulenburg zu dem Stück schreibt Ian Kemp in seinem Vorwort, dass Hindemith, noch im Schweizer Exil, die Weberschen Stücke „mit seiner Frau Gertrud, einer guten Pianistin, in den häuslichen Musizierstunden durchgespielt hatte.“

## Musikalische Struktur
Obwohl das Werk in seiner Thematik zur europäischen romantischen Musiktradition gehört, war es doch im virtuosen Geiste moderner amerikanischer Symphonieorchester komponiert worden und trägt im Original einen englischen Titel. Später wurden ihm auch unterschiedliche Titel gegeben, beispielsweise als Symphonische Metamorphose von [über/nach/zu] Themen Carl Maria von Webers oder in zwei Versionen mit fälschlichem Plural als Sinfonische Metamorphosen nach Themen von Carl Maria von Weber und Sinfonische Metamorphosen Carl Maria von Weber’scher Themen. Hindemith beanstandete diese Bezeichnungen jedoch nicht. So kam es teilweise sogar zu Rückübersetzungen dieser Titel ins Englische, beispielsweise als Metamorphoses on Themes by …. Im Englischen ist das Werk auch als Symphonic Variations on [oder „of“] Themes by Carl Maria von Weber betitelt worden. Obwohl sich diese scheinbar auf eine Auswahl von Themen Webers beziehen, beinhaltet das Stück doch eher einen Querschnitt seiner gesamten Werke. Hindemith selbst hat zu seinem Werk, entgegen seiner Ankündigung, nichts geschrieben. Arthur Mendel, der damals für Hindemith zuständige Mitarbeiter des Musikverlags Associated Music Publishers, entwarf dafür ein Vorwort für die Partitur, das er dem Komponisten zur Korrektur zusandte. Hindemith machte zwar Korrekturen, doch das Werk erschien ohne einleitende Worte. Mendel verwandte dann den Text wahrscheinlich für Werbezwecke.
Die Symphonic Metamorphosis besteht aus vier Sätzen, alle sind ohne Vorzeichen notiert (Hindemiths Musik weist keine durchgehende Tonart auf):
1. Allegro: Dieser Satz trägt die Metronomangabe  = 108, die Viertelnote soll also 108 mal in der Minute angeschlagen werden. Als Takt verwendet Hindemith den ²/₄-Takt. Die Betonung liegt immer auf dem ersten Schlag. Der Satz erstreckt sich über 165 Takte und damit weniger als vier Minuten. Carl Maria von Weber bezeichnet sein Klavierstück als Alla Zingara (zu spielen nach Zigeunerart), es soll also temperamentvoll gespielt werden, was Hindemith durch seine Bearbeitung noch steigert, wobei er die metrische Gesetztheit in Webers Original durch asymmetrische Verlagerungen parodiert.
2. Scherzo (Turandot): Moderato – Lively: Hier sind die Angaben  = 132 und ab der Tempobezeichnung Lively (Takt 28 ff.) der Metronomwert  = 96 für die halbe Note vorgesehen. Zunächst beginnt das Turandot-Scherzo im ⁴/₄ und wechselt dann aber in den ²/₂-Takt. Dieser Satz ist der längste der Metamorphosis und dauert mit 304 Takten, je nach Interpretation, um die neun Minuten. Das an sich einfache Thema mit beschränkt melodischer Struktur (V. S. Fomin) wird immer wieder in verschiedenen Variationen gespielt. Im Mittelteil, einem Fugato, erscheint dann eine synkopisch-rhythmische Verlagerung, die fast an eine Jazzsequenz erinnert. Hindemith gruppiert musikalische Motive, Takte und auch einzelne Töne so um, dass zwar immer die Melodie erkennbar bleibt, aber das eigentlich pseudochinesische Ambiente einen völlig neuen überraschenden Charakter erhält.[19]
3. Andantino: Das Andantino ist ein langsamer Satz. Der Wert für die Achtelnote beträgt  = 126 bis 132, der Komponist wählte hier einen leicht tänzerischen ⁶/₈-Takt. Dieser Satz ist der kürzeste des Werks, er umfasst nur 28 Takte und dauert damit unter vier Minuten. Dieser Satz ist eins der wenigen Beispiele in Hindemiths Musik, in der ein lyrischer Charakter (im romantischen Volkston) erscheint.
4. Marsch: Der bekannte Marsch, der bei Carl Maria von Weber durchaus noch als romantischer Trauermarsch aufgefasst werden kann, wird in Hindemiths Metamorphosis schneller, schmissiger, ironischer und schärfer (Hindemith) gespielt, hat nicht mehr den düsteren Charakter eines Trauerzugs. Der Wert für die halbe Note beträgt daher  = 80 mit dem marschtypischen ²/₂-Takt (im Militärjargon: links, zwo – links, zwo!). Er hat 139 Takte und endet nach knapp fünf Minuten. Dieser teilweise pompöse Marsch, der gleichzeitig aber auch ungestüme und scherzohafte Elemente aufweist, bildet mit einem fulminanten Finale den Höhepunkt der Metamorphosis (nach Fomin, Vorwort zur Symphonic Metamorphosis).

## Instrumentation
Die Instrumentation der Metamorphosen konzipierte Hindemith für ein großes Sinfonieorchester mit romantischer Ausrichtung. Es umfasst
- Holzblasinstrumente: Piccolo, 2 Flöten, 2 Oboen, Englischhorn, 2 Klarinetten in B, Bassklarinette, 2 Fagotte, Kontrafagott.
- Blechblasinstrumente: 4 Waldhörner in F, 2 Trompeten in B, 2 Tenorposaunen, Bassposaune, Tuba.
- Schlaginstrumente: Pauke, mit 4 weiteren Musikern Schnarrtrommel, Tamburin, Triangel, Glockenspiel, Basstrommel, Becken, kleines Becken, Hängebecken, Röhrenglocken, Tomtom, kleiner Gong, Holzblock, Tenortrommel
- Streichergruppe: 1. Geige, 2. Geige, Viola, Violoncello, Kontrabass

## Vergleichende Hörproben
- Carl Maria von Webers Original-Allegro op. 60, Nr. 4 mit Shoko Kawasaki und Jakub Cizmarovic, Klavier zu vier Händen
- Hindemiths Metamorphosen mit dem London Symphony Orchestra unter der Leitung von Eugen Jochum, 1977
- Webers Original-Marsch op. 60, Nr. 7 mit dem Klavier-Duo Adrienne Soós / Ivo Haag
- Marsch aus Hindemiths Metamorphosen, Paul Hindemith dirigiert die Berliner Philharmoniker, 1955

## Spätere Adaptionen für Ballett
George Balanchine, der damalige Widersacher von Léonide Massine, choreographierte das Werk später unter dem Titel Metamorphoses für das New York City Ballet, das am 25. November 1952 aufgeführt wurde. Die Hauptdarsteller waren Tanaquil LeClercq, Todd Bolender und Nicholas Magallanes, die musikalische Leitung hatte Léon Barzin. Das Stück wurde noch einmal 1954 gebracht.
Eine neue Ballett-Version mit dem Titel Movilissimanoble entstand 1990. Sie wurde von Jimmy Gamonet De Los Heros für eine Produktion der Wolf Trap in Washington, D.C. erarbeitet, war aber kein Erfolg. Im Jahr 1991 brachte das Tokyo Festival Ballet in New York Minoru Suzukis Henyo: Unknown Symphony, ein Ballett, getanzt nach Aufnahmen Hindemithscher Musik. Aber auch dieses Projekt wurde nicht gut vom Publikum aufgenommen: "The choreography kept 16 dancers busy. Yet the work was more notable for its abundance of steps than for its clarity of structure", schrieb der Tanzkritiker Jack Anderson in der Review/Dance.